# Legume

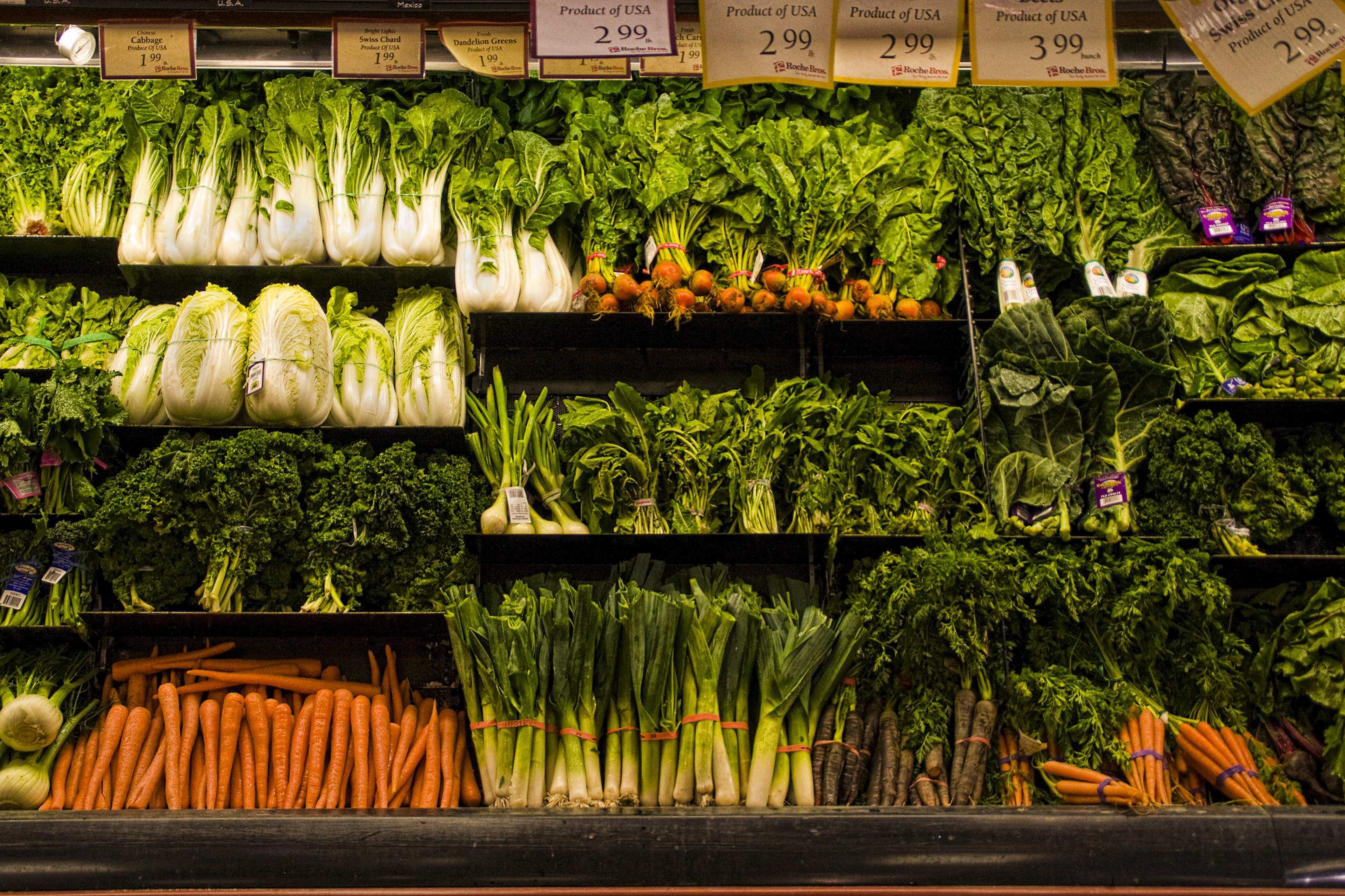
Banca com legumes variados

Em linguagem comum, denomina-se de legume qualquer planta comestível ou parte comestível de planta leguminosa ou herbácea. A parte comestível pode ser a raiz (cenoura, beterraba), o tubérculo (batata), o bolbo (cebola), o fruto (tomate, pepino), a flor (alcachofra, couve-flor), as folhas (alface), o talo (alho-francês) ou o grão (milho). Por outro lado, em botânica, o termo legume tem um significado mais restrito e denomina especificamente as vagens, ou frutos, das  plantas leguminosas.

## Nutrição
Em nutrição, o consumo de legumes integra a dieta básica necessária ao indivíduo, junto às frutas e verduras – chamados de FLV.
O consumo médio de legumes recomendado pela Organização Mundial da Saúde é de 250 gramas por dia; em Portugal por exemplo, no ano 2000, este consumo era de 137 gramas por dia – bastante aquém portanto da quantia recomendada pela Organização Mundial da Saúde.